# Giuseppe Giudice
Mons. Giuseppe Giudice (* 10. září 1956 Sala Consilina) je italský římskokatolický duchovní a biskup Nocery Inferiore-Sarno.

## Život
Narodil se 10. září 1956 v Sala Consilina.
Vstoupil do arcibiskupského semináře v Neapoli. Teologické vzdělání získal na Papežské teologické fakultě Jižní Itálie. Je absolventem Papežské univerzity Gregoriana, kde získal licenciát z dogmatické teologie. Dne 27. září 1986 byl arcibiskupem Guerinem Grimaldim vysvěcen na kněze a inkardinován do diecéze Teggiano-Policastro. Stal se farářem farnosti svatého Mikuláše v Roscigno a roku 1988 administrátorem farnosti svatého archanděla Michaela v Bellosguardo. Od roku 1990 působil ve farnosti svaté Anny v rodné obci a následně v dalších farnostech.
Mezi další funkce které zastával patří:
- člen kolegia poradců
- člen kněžské rady
- generalní sekretář diecézního synodu
- učitel náboženství na státním gymnáziu "Marco Tullio Cicerone" v Sala Consilina

Před biskupským jmenováním byl ředitelem diecézního úřadu pro katechezi a školy.
Dne 24. března 2011 jej papež Benedikt XVI. jmenoval biskupem Nocery Inferiore-Sarno. Biskupské svěcení přijal 13. května z rukou kardinála Agostina Valliniho a spolusvětiteli byli biskup Angelo Spinillo a biskup Gioacchino Illiano.